# Manuel Neuer
Pour les articles homonymes, voir Neuer.
Manuel Neuer (prononcé en allemand : [ˈmaːnu̯ɛl ˈnɔʏ.ɐ]), né le 27 mars 1986 à Gelsenkirchen en Allemagne de l'Ouest, est un footballeur international allemand qui joue au poste de gardien de but au Bayern Munich, club dont il est le capitaine.
Formé à Schalke 04, Neuer commence sa carrière dans le club de la Ruhr où il se révèle et remporte la coupe d’Allemagne en 2011. La même année, il rejoint le Bayern Munich et conquiert de nombreux titres dont douze Bundesliga et deux Ligues des Champions en 2013 et 2020, étant le seul gardien de but de l'histoire à réaliser le triplé européen à deux reprises. Ce succès en club (dont il devient capitaine en 2017) est marqué par plusieurs records de matchs sans encaisser de buts (« clean-sheet » en anglais) dans le championnat allemand et sur la scène européenne.
Vainqueur avec la sélection espoirs du championnat d'Europe en 2009, il fait ses débuts la même année en équipe d'Allemagne avec laquelle il dispute la Coupe du monde de 2010 puis 2014, dont il est élu meilleur gardien et membre de l’équipe-type par la FIFA grâce à un très bon tournoi. Il est également le capitaine de la Nationalmannschaft lors de l’Euro 2016, 2021 ainsi qu'aux Mondiaux 2018 et 2022 avant de prendre sa retraite internationale à l'issue de l'Euro 2024 disputé à domicile.
À titre individuel, Manuel Neuer termine troisième au classement du Ballon d'or (derrière Cristiano Ronaldo et Lionel Messi) et reçoit cinq fois le titre de meilleur gardien d'Europe et cinq fois le meilleur gardien du monde de l'IFFHS, aux côtés de Gianluigi Buffon et Iker Casillas. Considéré comme l'un des meilleurs gardiens de l'histoire, il se distingue au cours de sa carrière pour ses arrêts spectaculaires, son jeu au pied et sa position très haute sur le terrain qu’il contribue à populariser. Il est d’ailleurs surnommé par de nombreux observateurs comme un « gardien-libéro » modernisant l’approche du poste.

## Biographie

### Enfance et formation à Gelsenkirchen (1986-2006)
Manuel Neuer naît et grandit dans le quartier de Buer à Gelsenkirchen. Son père est policier et sa mère femme de ménage.
Il prend sa première licence de football à Schalke 04 en 1991. Il y réalise toute sa formation jusqu'à intégrer l'équipe professionnelle lors de la saison 2005-2006 où il se retrouve troisième gardien dans la hiérarchie derrière Frank Rost et Christofer Heimeroth.

### Schalke 04 (2006-2011)

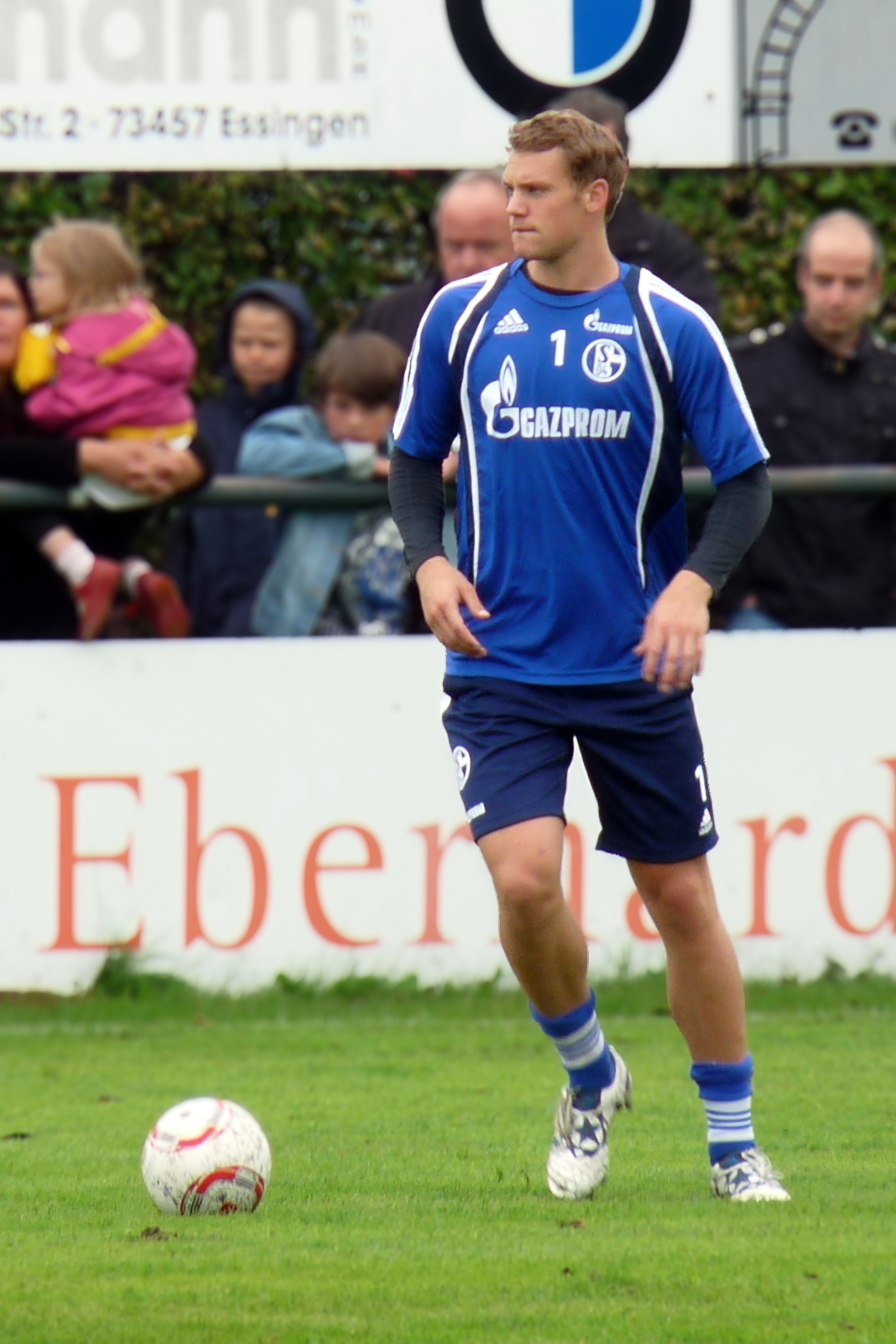
Manuel Neuer à l'entraînement avec Schalke 04 en 2010.

Le départ de Frank Rost au Hambourg SV lors du mercato hivernal de la saison 2006-2007, laisse alors le champ libre au jeune gardien qui est titularisé par l'entraîneur de l'époque, Mirko Slomka. Sa première saison est de bonne facture : le club termine deuxième du championnat et Neuer est élu meilleur gardien de la saison. La saison 2007-2008 est plus délicate, le club faisant face à un gros déficit en attaque, les résultats sont plus mitigés. Neuer commet plusieurs grosses erreurs se soldant parfois par des buts encaissés bêtement.
Néanmoins, malgré son manque de régularité, il arrive parfois à être décisif. Le 5 mars 2008, contre le FC Porto en huitièmes de finale retour de la Ligue des champions, Manuel Neuer connait un excellent match grâce à des arrêts exceptionnels (notamment un tacle aérien sur une tête à bout portant et un duel victorieux contre Tarik Sektioui) puis arrête deux tirs lors de la séance de tirs au but et permet à Schalke 04 de se qualifier pour les quarts de finale. Cette prestation lui vaut d'être sur les tablettes du FC Barcelone.
Très courtisé après ses très bonnes performances en sélection au Mondial 2010, surtout par Manchester United, qui cherche un successeur au vieillissant Edwin van der Sar, et par le Bayern Munich, toujours à la recherche du successeur d'Oliver Kahn, Neuer demeure néanmoins dans la Ruhr, malgré le très mauvais début de saison de son club, le Schalke 04. Il est décisif lors de la 15e journée de Bundesliga à domicile face au Bayern Munich précisément (victoire de Schalke 2-0) malgré les assauts répétés des Bavarois, il permet à son équipe de ne pas sombrer lors d'une très mauvaise première période, et finalement de décrocher une victoire très importante pour Schalke 04.
Manuel Neuer maintient son niveau de jeu durant toute la saison, et forme avec Raúl González la colonne vertébrale de son équipe, permettant à son club de se hisser en demi-finale de la Ligue des champions, après deux succès face au tenant du titre, l'Inter Milan. Manuel Neuer sort une prestation de haut vol lors de la demi-finale contre Manchester United, réalisant de nombreux arrêts face aux attaques mancuniennes. En conférence de presse d'après-match, Alex Ferguson déclare : « C'est peut-être la meilleure prestation d'un gardien de but que j'ai vue dans ma carrière ». Cependant, Schalke 04 est éliminé par le club anglais aux portes de la finale. En avril 2011, il affirme avoir choisi le club avec lequel il évoluera la saison à venir, le Bayern Munich, car Neuer souhaite vivement disputer la Ligue des champions, et Schalke 04 n'ayant aucune possibilité de le faire la saison qui vient, le choix de l'international allemand a été fait. Mais si le gardien est décidé, la direction de Schalke 04 négocie ferme, et Uli Hoeness, le président bavarois, annonce qu'il n'a pas l'intention de verser une somme colossale pour le gardien königsblauen.

### Bayern Munich (depuis 2011)

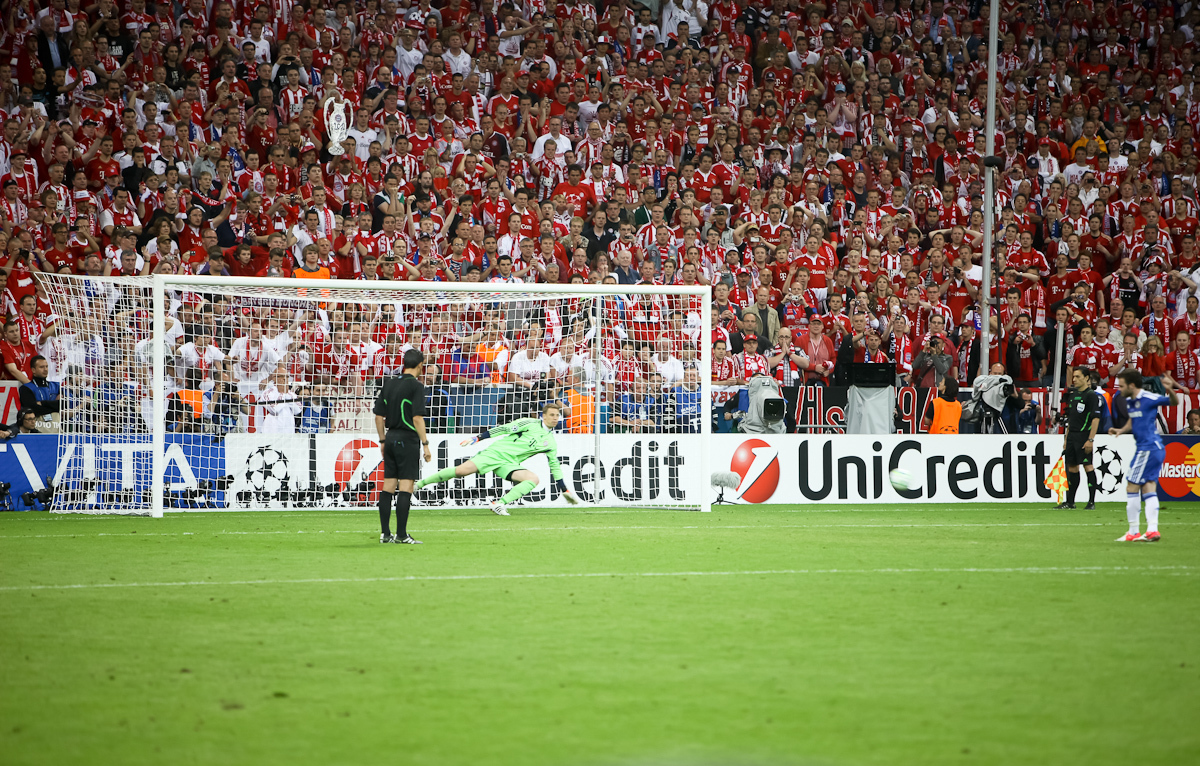
Manuel Neuer s'apprêtant à stopper le tir de Juan Mata lors des tirs-au-but de la finale de la Ligue des champions 2012.

Finalement, le 1er juin 2011, Schalke 04 annonce le transfert du gardien allemand au Bayern Munich pour un engagement jusqu'en juin 2016,. Une somme estimée à environ 25 millions d'euros est perçue par Schalke 04. Le club bavarois s'offre ainsi le digne successeur d'Oliver Kahn, après les échecs de Michael Rensing, Thomas Kraft et Hans-Jörg Butt, parti à la retraite.
Neuer ne tarde pas à justifier son transfert, puisque moins de quatre mois après son arrivée dans la capitale bavaroise, il bat le record d'invincibilité d'Oliver Kahn, qui était de sept matchs consécutifs sans encaisser de but,. Impressionnants offensivement en Ligue des champions, le Bayern atteint facilement le dernier carré de la compétition. Le 25 avril 2012, Neuer se fait de nouveau remarquer en arrêtant les tirs au but de Cristiano Ronaldo et Kaká en demi-finale de la Ligue des champions face au Real Madrid, contribuant ainsi grandement à la qualification de son équipe. À l'Allianz-Arena, le Bayern joue « sa » finale de Ligue des Champions à domicile. Cependant, le Bayern connaît un fléchissement en championnat dans les dernières semaines puis est écrasé en finale de Coupe d'Allemagne par le Borussia Dortmund. Un match qui voit Manuel Neuer et sa défense encaisser cinq buts pour un score final de 5-2. En finale de Ligue des champions de l'UEFA, Manuel Neuer arrête le tir au but de Juan Mata alors premier tireur de Chelsea avant de marquer le sien, en toute sérénité, pour son équipe. L'issue est cruelle pour les Bavarois puisque les Londoniens l'emportent au bout du suspense (1-1 ; 4-3 aux t.a.b).

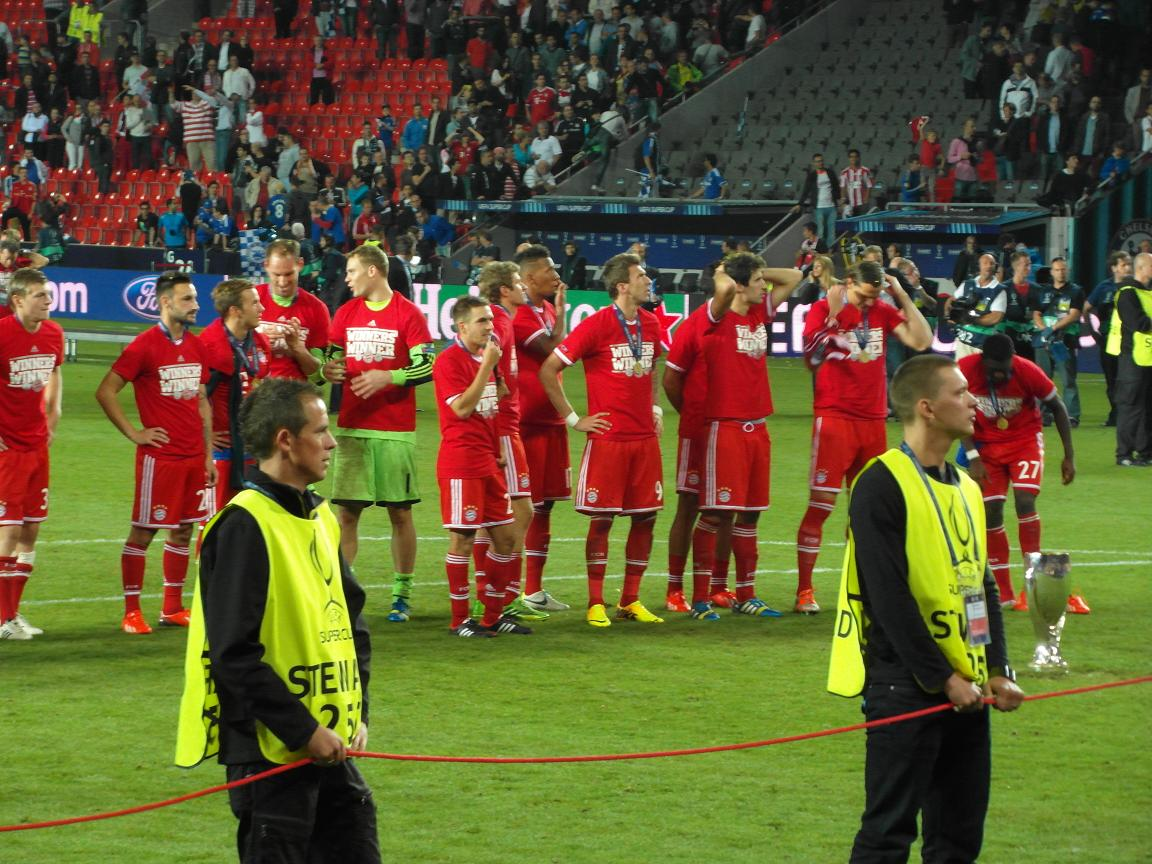
Le Bayern fête le titre de champion d'Allemagne en 2013.

La saison 2012-2013 est la plus prolifique dans la carrière de Neuer puisqu'il réalise le triplé en remportant la Bundesliga, la Coupe d'Allemagne et surtout la Ligue des champions où il avait échoué en finale l'année précédente, face à Dortmund (2-1). L'intersaison voit l'arrivée du nouvel entraîneur du Bayern Munich : Pep Guardiola. La saison 2013-2014 commence de la meilleure des façons puisque Neuer remporte la Supercoupe d'Europe face à Chelsea où il multiplie les arrêts, avant de glaner un nouveau trophée, la Coupe du monde des clubs au Maroc. Il est nommé logiquement pour le Ballon d'or 2013. Unique gardien parmi les 23 joueurs sélectionnés, il termine dernier ne récoltant que 0,08 % des voix. Cependant, ces performances individuelles et collectives lui valent d'être élu, le 6 janvier 2013, meilleur gardien de l'année 2013 par l'IFFHS loin devant Gianluigi Buffon et Petr Čech (211 votes contre 78 et 64). Il met un terme à une série de cinq titres consécutifs d'Iker Casillas (2008 à 2012). Neuer ponctue sa saison par un doublé Coupe-Championnat mais est arrêté en demi-finale de Ligue des champions par le Real Madrid sur une défaite 4-0 à domicile. Selon ses propres dires, l'arrivée de Guardiola a fait progresser Manuel Neuer lui demandant de plus participer au jeu et de sortir loin de ses cages,.

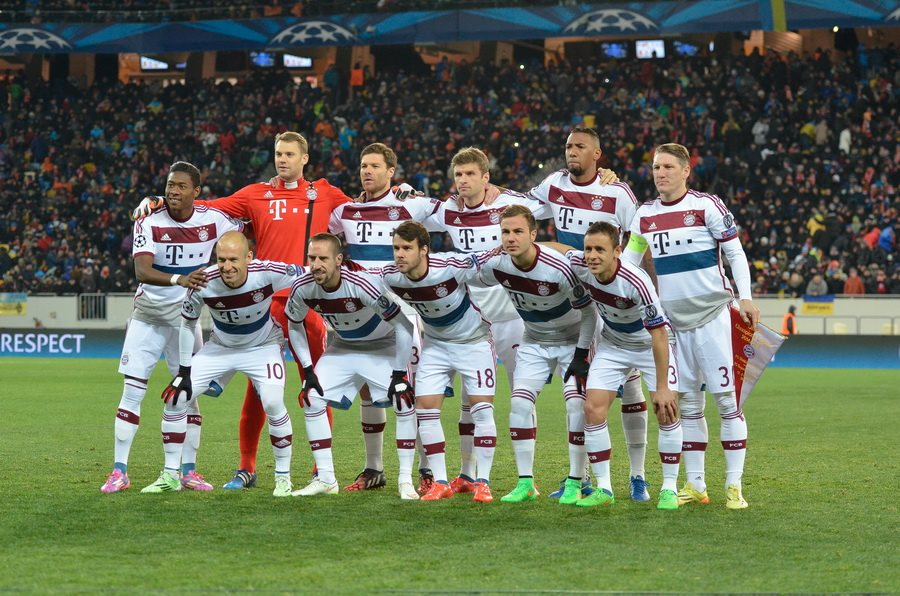
L'équipe du Bayern en 2015 emmenée par Manuel Neuer.

Fort de son sacre en Coupe du monde avec l'Allemagne, Manuel Neuer commence la saison 2014-2015 avec un nouveau statut de meilleur gardien du monde,. En novembre, face à l'Eintracht Francfort, il se permet une « aile de pigeon » dans sa propre surface de réparation suscitant l'admiration des médias,. À la lutte avec Lionel Messi et Cristiano Ronaldo pour le trophée du Ballon d'or 2014, Neuer fait une sortie médiatique fustigeant les joueurs qui sont « ambassadeur[s] d'une marque ou mannequin[s] qui pose[nt] en sous-vêtements » faisant allusion aux activités extra-sportives de Cristiano Ronaldo. Finalement, Manuel Neuer termine troisième du classement (15,72 % des voix) mais est le premier gardien de but présent sur le podium depuis Gianluigi Buffon en 2006. Sacré champion d'Allemagne pour la troisième fois consécutive, le Bayern retrouve le FC Barcelone en demi-finale de la Ligue des champions. Peu avant le match, Manuel Neuer déclare que face à Lionel Messi, « il faut faire preuve d'autorité et montrer qui est le patron ». Très bon durant la partie, il cède finalement sur deux buts de Messi avant d'encaisser un troisième but de Neymar qui compromettent les chances de qualification bavaroises en finale. En Coupe nationale, le Bayern est éliminé en demi-finale par Dortmund aux tirs au but lors d'une séance où tous les Bavarois manquent leur tir, y compris Neuer.
En avril 2016, Neuer signe une extension de son contrat de deux saisons avec le Bayern, sa clôture étant désormais fixée à 2021. Sa rémunération est évaluée à 15 millions d'euros par an selon Bild. Pour la saison 2016-2017, il dispute 40 matchs sous le maillot bavarois, confirmant son statut d'un des meilleurs gardiens du monde en réalisant par exemple une somptueuse prestation face au Real Madrid Club de Fútbol en quart de finale de la Ligue des Champions. Malheureusement, durant ce match, Neuer se fracture un métatarse du pied gauche ce qui va le gêner avant d'aborder la saison 2017/2018 avec en point de mire la Coupe du Monde 2018.
En difficulté après son retour de blessure, Manuel Neuer délivre une saison 2018-2019 moyenne. Il commet notamment une erreur lors du match retour contre Liverpool, en Ligue des champions en sortant de ses cages pour tacler Sadio Mané qui en profite pour le lober et ouvrir le score. Après ce match, le Bayern est éliminé dès les huitièmes de finales de la Ligue des champions. Manuel Neuer réussit avec son équipe le doublé Coupe d'Allemagne/Championnat.
Après une saison moyenne, Neuer récupère son niveau et parvient à s'illustrer dans de nombreux matchs notamment contre RB Leipzig (nul 1-1) où il doit effectuer de nombreux arrêts pour éviter la défaite de son équipe. Il fait d'ailleurs dans ce match le plus bel arrêt de l'année 2019 en sortant de sa main gauche une tête à bout portant de Yussuf Poulsen. Il s'illustre aussi durant la victoire 7-2 contre Tottenham Hotspur en Ligue des champions surtout en premier mi-temps où le match n'est pas encore plié et réalise de nombreux arrêts  qui empêchent les Spurs de mener durant le match où le Bayern parviendra à marquer cinq buts en une mi-temps face à une mauvaise prestation d'Hugo Lloris. Le 26 octobre 2019, il arête le penalty de Sebastian Andersson contre l'Union Berlin (victoire 2-1) qui prouve un retour en sa forme car il n'en a plus arrêté avec son club depuis le 3 mai 2016 où il avait arrêté le penalty de Fernando Torres en Ligue des champions contre l'Atletico Madrid. Il récidive d'ailleurs trois semaines plus tard en sélection. Manuel Neuer continue même de réussir de nombreuses sorties comme autrefois notamment lors du match retour contre Tottenham Hotspur où il distribue une passe pour David Alaba en position d'arrière gauche. Il réalise aussi une sortie décisive à 35 mètres de son but contre Schalke 04 (victoire 1-0) où il dégage le ballon en le taclant après une passe mal assurée de Joshua Kimmich. Cette sortie rappelle ces sorties efficaces durant le huitième de finales Allemagne-Algérie. Malgré son retour en forme, son refus de partager son temps de jeu avec la future recrue Alexander Nübel créer des interrogations sur son avenir au Bayern alors qu'il doit déjà faire face à la concurrence avec Marc-André ter Stegen en sélection. Le 20 mai 2020, il prolonge tout de même son contrat jusqu'en 2023. En finale de la Ligue des Champions, le 23 août 2020 face au PSG de Neymar, il brille par sa prestation de classe qui empêche Mbappé et Neymar de marquer.
Pour la saison 2020-2021, malgré ses 34 ans et le fait qu'il encaisse beaucoup plus de buts qu'avant, il réalise avec son équipe un très bon début de saison. Il se montre surtout décisif sur la scène européenne face au Seville FC (victoire 2-1) où il réalise 4 arrêts qui permettent au Bayern de gagner la Supercoupe de l'UEFA 2020. Il se montre décisif contre le Lokomotiv Moscou (victoire 2-1) et contre le RB Salzbourg (victoire 6-2) durant lequel, il effectue 8 arrêts. Durant le match nul contre le Werder Brême (1-1), il effectue un double arrêt qui empêche une défaite au Bayern. Le 24 novembre 2020, une semaine après avoir encaissé le plus grand nombre de buts de sa carrière lors de la défaite de l’Allemagne contre l'Espagne, il réalise le plus grand nombre d’arrêts de sa carrière en un match au match retour contre le RB Salzbourg (victoire 3-1) soit 10 arrêts. Il est d'ailleurs élu homme du match malgré la large victoire du Bayern. Lors du quart de finale aller de ligue des champions face au PSG à domicile, Neuer fait une erreur d’appréciation sur un tir de Kylian Mbappé en anticipant une trajectoire croisée alors que l’attaquant parisien lui envoie une frappe sèche entre les jambes, ce qui permet au PSG de s’imposer à Munich 3 buts à 2 et de prendre une sérieuse option pour la qualification en demi finales de la compétition, Le Bayern s’impose 1 à zéro lors du match retour à Paris, insuffisant pour renverser la tendance et se qualifier pour le tour suivant.
Pour la saison 2021-2022, malgré un Euro 2020 compliqué qui se finira par une élimination en huitièmes de finale pour la Mannschaft contre l'équipe d'Angleterre (2-0 pour les Anglais), Neuer réussit un très bon début de saison avec le Bayern Munich, où il réalise des arrêts importants, comme le contre du tir de Marco Reus, qu'il arrêta d'un coup reflex de la jambe droite. Grâce à une équipe décisive et à d'excellents arrêts de Neuer, les Bavarois ont remporté la Supercoupe d'Allemagne contre le Borussia Dortmund (3-1), le 17 août 2021. Il remporte cette saison-là son dixième titre de champion d'Allemagne, le dixième de suite. Alors âgé de 36 ans, Neuer, qui a encore affiché un niveau remarquable, décide de prolonger. Il signe le 23 mai 2022 une prolongation de deux ans, soit jusqu'en juin 2024.
Le 30 juillet 2022, le Bayern remporte la Supercoupe d'Allemagne contre le RB Leipzig (victoire 5-3).
Le Bayern réalise un excellent début de saison avant de ne pas gagner un seul match du 27 aout au 17 septembre 2022. Durant la rencontre contre le FC Augsbourg (défaite 1-0), il manque d'égaliser de la tête en reprenant un corner de Joshua Kimmich dans les arrêts de jeu mais cette dernière est repoussée par le portier adverse, Rafał Gikiewicz. En Ligue des Champions, il a disputé 3 matchs sans encaisser le moindre but depuis le début de la saison. Depuis le 10 octobre 2022, le gardien est blessé à l'épaule et ne peut pas jouer alors qu'il a déjà manqué le rassemblement de l'équipe nationale de septembre 2022 après avoir contracté le coronavirus.
En vacances après l'élimination de l'Allemagne au premier tour de la Coupe du monde, Neuer subit une fracture à la jambe droite en pratiquant du ski de randonnée. Cette fracture, traitée par chirurgie, cause selon lui la fin de sa saison. Neuer fait son retour à l'entraînement collectif en août 2023, et sur les terrains en deux mois plus tard, jouant son premier match officiel depuis son retour de blessure le 28 octobre 2023, à l'occasion d'une rencontre de championnat face au SV Darmstadt 98. Il est titularisé et son équipe l'emporte par huit buts à zéro ce jour-là,. À la fin du mois de novembre, son contrat avec le Bayern Munich est prolongé jusqu'en juin 2025.
Le 6 mars 2024, lors de la victoire du Bayern Munich sur la Lazio Rome en huitièmes de finale de la Ligue des champions (3-0 score final), Neuer garde sa cage inviolée pour la 57e fois dans cette compétition, égalant ainsi le record jusqu'ici détenu par Iker Casillas.
Le 3 décembre 2024, à l'occasion d'un huitième de finale de Coupe d'Allemagne perdu à domicile contre le Bayer Leverkusen, Neuer est pour la première fois de sa carrière expulsé lors d'une rencontre après avoir percuté Jeremie Frimpong. Le gardien allemand se fracture une côte sur cette action,. Le 3 février 2025, son contrat avec le Bayern Munich est prolongé d'une saison. En mars, il manque plusieurs rencontres en raison d'une déchirure au mollet droit contractée en fêtant un but d'un coéquipier.

### Équipe d'Allemagne (2004-2024)

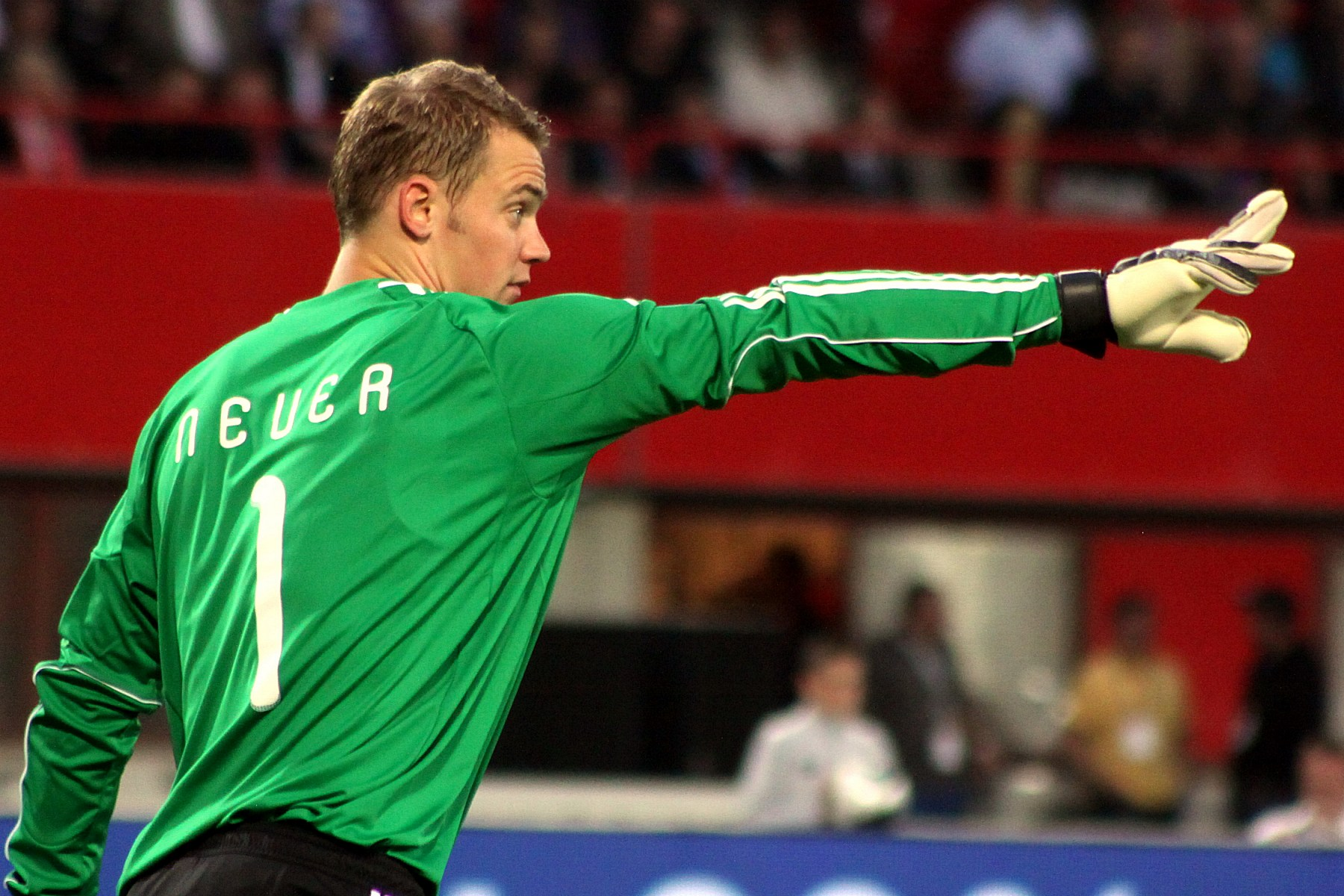
Manuel Neuer avec la Nationalmannschaft en 2011.

Considéré comme un grand espoir à son poste, Neuer remporte en 2009 avec la sélection allemande espoirs, le Championnat d'Europe des moins de 21 ans. La retraite internationale de Jens Lehmann, modifie la hiérarchie des gardiens au sein de l'équipe d'Allemagne. Neuer est appelé en sélection allemande et fait ses débuts le 2 juin 2009, contre l'équipe des Émirats arabes unis. Neuer apparaît comme le no 3 derrière Robert Enke et René Adler. Le décès de Robert Enke puis le forfait de René Adler pour le Mondial 2010 poussent le sélectionneur Joachim Löw à confier le poste de no 1 à Manuel Neuer au détriment de Tim Wiese et Hans-Jörg Butt.

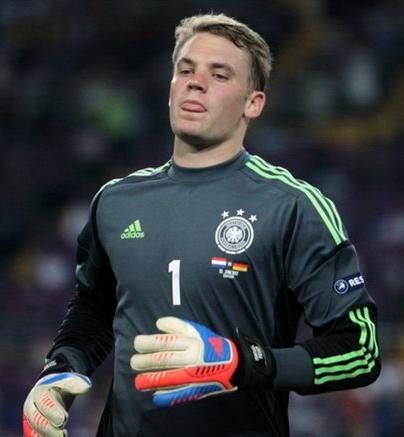
Manuel Neuer, lors de l'Euro 2012 face aux Pays-Bas.

Il dispute six matchs lors de la Coupe du monde 2010, n'encaissant qu'un seul but face à la Serbie lors des phases de groupe. Il se distingue lors du match contre l'Angleterre en donnant une balle de but à Miroslav Klose sur un dégagement, lors des huitièmes de finale remportée 4-1 par l'Allemagne. Battue 1 à 0 en demi-finale par l'Espagne, future vainqueur du tournoi, il est remplacé par Hans-Jörg Butt lors de la petite finale déterminant la troisième place face à l'Uruguay et remportée par l'Allemagne. Malgré le retour de blessure d'Adler, il est depuis le titulaire au poste de gardien.
Retenu pour l'Euro 2012, Neuer est de nouveau le gardien titulaire de la Mannschaft. Il dispute la totalité des matchs. Terminant premiers d'un groupe relevé comptant le Portugal, le Danemark et les Pays-Bas, les Allemands s'inclinent en demi-finale, le 28 juin 2012 contre l'Italie. Neuer est battu à deux reprises face à Mario Balotelli (1-2 score final).

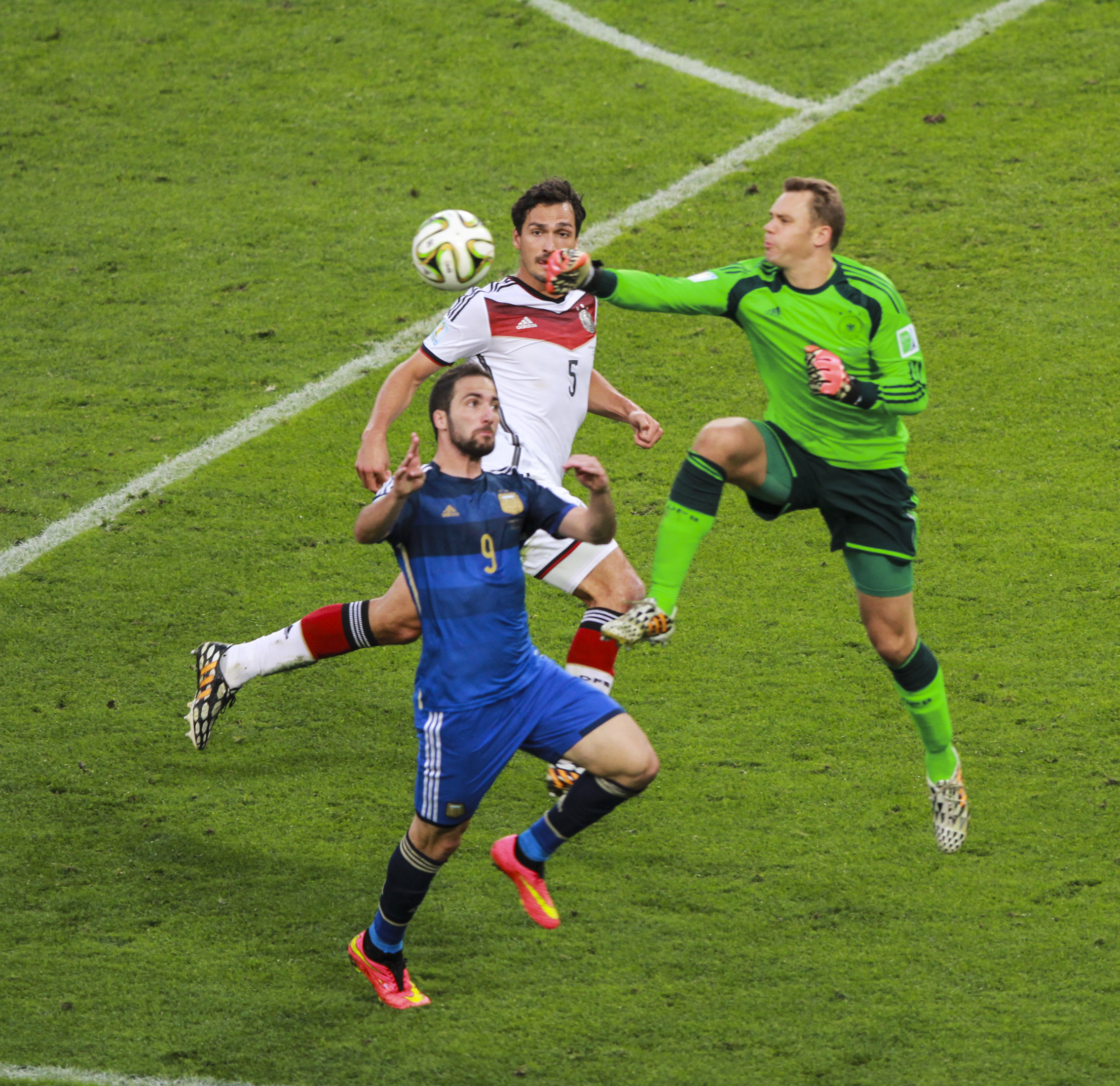
Manuel Neuer, lors de sa sortie sur Higuaín en finale de la Coupe du monde 2014.

Lors de la coupe du monde 2014 au Brésil, Neuer, au sommet de sa forme, enchaîne les prestations de haute volée, notamment en huitième de finale face à l'Algérie où il sauve l'équipe allemande, en sortant à plusieurs reprises de sa surface, puis contre l'équipe de France en quart de finale, avec notamment un arrêt décisif sur Karim Benzema dans les dernières minutes. Lors de la finale face à l'équipe d'Argentine, Neuer est moins sollicité – les Argentins ne parvenant pas à cadrer leurs frappes, – et il conserve sa cage inviolée. Toutefois, la finale est marquée par un choc assez violent entre lui et l'attaquant argentin Gonzalo Higuaín,, semblable à celui de 1982 entre Patrick Battiston et Harald Schumacher,, où il n'est pas sanctionné. Cependant cet acte n'est pas considéré comme volontaire car les experts soulignent le fait qu'il ne fixe que le ballon des yeux. Manuel Neuer remporte avec son équipe la coupe du monde et fort logiquement, le titre de meilleur gardien de la compétition (Gant d'or). Il devient capitaine de l'équipe nationale après l'Euro 2016.
Neuer est convoqué en mai 2018 par Joachim Löw pour participer à la Coupe du monde 2018 malgré une longue période de blessure et les performances de Ter Stegen en club et en sélection. Löw indique qu'il a prévu de lui donner une place de titulaire dans l'équipe, sous la condition qu'il dispute, le 2 juin, le match amical de préparation face à l'Autriche. Neuer joue les 90 minutes de ce qui constitue son premier match de 2018 (défaite allemande 2 à 1). Cependant, la Coupe du monde tourne à la catastrophe pour les Allemands, qui se font éliminer dès la phase de poules. Neuer commet même une erreur en voulant monter en attaque lors du dernier match face à la Corée du Sud, où il se fait prendre le ballon par un joueur coréen qui le donne à Son Heung-min, qui en profite pour marquer dans les cages vides, le second but coréen, scellant l'élimination des tenants du titre.
Neuer réalise une Ligue des nations avec des performances moyennes à l’exception du nul 0-0 contre la France où il réalise quelques arrêts décisifs. En revanche ses performances sont bien meilleures durant les qualification de l'Euro 2021 où il réalise plusieurs arrêts décisifs contre les Pays-Bas (victoire 3-2) tout comme Matthias Ginter et Niklas Süle qui parviennent à être aussi décisifs en réalisant tous le travail défensif alors que le score est de 2-2. En revanche, il encaisse quatre buts au match retour soit le pire nombre de buts qu'il ait pu encaisser en sélections en égalant le match nul 4-4 contre la Suède en 2012. Il parvient à être un grand artisan de la qualification de sa sélection à l'Euro où il réalise des arrêts décisifs lors du match retour contre la Biélorussie (victoire 4-0). Durant ce match, il repousse le penalty d'Igor Stasevich, trois semaines après avoir repoussé un penalty avec son club.
Durant ces 4 matchs de 2020, il encaisse 11 buts en raison de la fébrilité de la défense allemande, lors du nul 3-3 contre la Suisse, il réalise un double arrêt avant d'encaisser le 3ème but suisse. Il encaisse aussi le plus grand nombre de buts de sa carrière soit 6 buts contre l'Espagne (défaite 6-0) essentiellement à cause de mauvaises performances de Philipp Max et Matthias Ginter en défense car il réalise quelques arrêts décisifs durant ce match pour limiter le score. L'Allemagne ne valide pas son billet pour la demi-finale de la Ligue des Nations et l'avenir de Joachim Löw est menacé. Durant la débâcle contre l'Espagne, il devient le gardien le plus capé de la Mannschaft en devançant le record établi par Sepp Maier.
En mai 2021, Neuer est retenu dans la liste de Joachim Löw afin de participer à l'Euro 2020.
En juillet 2021, Hans-Dieter Flick devient sélectionneur de l'Allemagne et qualifie l'Allemagne pour la Coupe du monde 2022 en faisant toujours confiance à Neuer.
Manuel Neuer reste le gardien numéro 1 de l'Allemagne lors de la Ligue des nations 2022-2023 malgré la montée en puissance de Kevin Trapp, auteur d'une saison exceptionnelle avec l'Eintracht Francfort qui figure toujours comme doublure de Neuer.
Du haut de ses 36 ans malgré les 3 matchs nuls de l'Allemagne contre l'Italie, l'Angleterre et la Hongrie avec un score de 1-1 à chaque match et son but encaissé contre l'Italie, il se montre décisif  contre l'Angleterre et la Hongrie.
Il est d'ailleurs élu homme du match contre l'Angleterre et la Hongrie lors de la Ligue des nations 2022-2023.
Le 10 novembre 2022, Neuer est sélectionné par Hansi Flick pour participer à la Coupe du monde 2022. Il est toujours titulaire et capitaine durant cette compétition mais l'Allemagne fait un tournoi décevant en étant éliminé dès la phase de groupe avec un total d'une victoire, un nul et une défaite.
En mars 2024, alors que Neuer semble être le gardien titulaire pour le sélectionneur Julian Nagelsmann, il se blesse aux adducteurs durant un entraînement avec la Mannschaft et doit déclarer forfait pour les deux matchs de ce rassemblement contre la France et les Pays-Bas. Le 16 mai 2024, il fait partie d'une liste provisoire de 27 joueurs sélectionnés par Julian Nagelsmann en vue de préparer l'Euro 2024, avant de se retrouver dans la liste définitive le 7 juin.
Le 21 août 2024, il annonce sur ses réseaux sociaux mettre un terme à sa carrière internationale,.

## Style de jeu
Neuer possède toutes les qualités d’un gardien de grand talent : il possède de très bons réflexes, a de la vivacité, est capable de relances puissantes et précises (aussi bien au pied qu'à la main), et est excellent pour arrêter les penaltys. Il est aussi le gardien avec le meilleur jeu aux pieds (son pied fort est le droit mais il est fréquent qu'il utilise son pied gauche) de l'histoire car ses relances lui ont permis de réaliser des passes décisives. Il est l'auteur de 7 passes décisives durant toute sa carrière, un record pour un gardien de but qu'il partage avec Jens Lehmann. Il peut aussi assumer un poste analogue à celui du libéro, notamment lors du match contre l'Algérie en huitième de finale de la Coupe du monde 2014 où il a multiplié les sorties spectaculaires et efficaces, à la manière d'un défenseur central, voire d'un milieu défensif. Sur le plan de la technique pure du gardien de but, Neuer est également reconnu pour avoir démocratisé une technique d'arrêt, dite "en croix" ou "en étoile". Il affirme s'inspirer pour cela des gardiens de handball. Sa technique est parfois comparée aux gardiens de hockey sur glace et de handball,.

## Statistiques

### En club
| Saison                | Club                  | Championnat           | Championnat | Championnat | Coupe nationale | Coupe nationale | Coupe de la Ligue | Coupe de la Ligue | Supercoupe | Supercoupe | Compétition(s) continentale(s) | Compétition(s) continentale(s) | Compétition(s) continentale(s) | Supercoupe de l'UEFA | Supercoupe de l'UEFA | Coupe du monde des clubs | Coupe du monde des clubs | Total | Total |
| Saison                | Club                  | Division              | M.          | B.          | M.              | B.              | M.                | B.                | M.         | B.         | Comp.                          | M.                             | B.                             | M.                   | B.                   | M.                       | B.                       | M.    | B.    |
| 2006-2007             | Schalke 04            | Bundesliga            | 27          | 0           | -               | -               | -                 | -                 | -          | -          | C3                             | -                              | -                              | -                    | -                    | -                        | -                        | 27    | 0     |
| 2007-2008             | Schalke 04            | Bundesliga            | 34          | 0           | 3               | 0               | 3                 | 0                 | -          | -          | C1                             | 10                             | 0                              | -                    | -                    | -                        | -                        | 50    | 0     |
| 2008-2009             | Schalke 04            | Bundesliga            | 27          | 0           | 2               | 0               | -                 | -                 | -          | -          | C3                             | 5                              | 0                              | -                    | -                    | -                        | -                        | 34    | 0     |
| 2009-2010             | Schalke 04            | Bundesliga            | 34          | 0           | 5               | 0               | -                 | -                 | -          | -          | -                              | -                              | -                              | -                    | -                    | -                        | -                        | 39    | 0     |
| 2010-2011             | Schalke 04            | Bundesliga            | 34          | 0           | 6               | 0               | -                 | -                 | 1          | 0          | C1                             | 12                             | 0                              | -                    | -                    | -                        | -                        | 53    | 0     |
| Sous-total            | Sous-total            | Sous-total            | 156         | 0           | 16              | 0               | 3                 | 0                 | 1          | 0          | -                              | 27                             | 0                              | -                    | -                    | -                        | -                        | 203   | 0     |
| 2011-2012             | Bayern Munich         | Bundesliga            | 33          | 0           | 5               | 0               | -                 | -                 | -          | -          | C1                             | 14                             | 0                              | -                    | -                    | -                        | -                        | 52    | 0     |
| 2012-2013             | Bayern Munich         | Bundesliga            | 31          | 0           | 5               | 0               | -                 | -                 | 1          | 0          | C1                             | 13                             | 0                              | -                    | -                    | -                        | -                        | 50    | 0     |
| 2013-2014             | Bayern Munich         | Bundesliga            | 31          | 0           | 5               | 0               | -                 | -                 | -          | -          | C1                             | 12                             | 0                              | 1                    | 0                    | 2                        | 0                        | 51    | 0     |
| 2014-2015             | Bayern Munich         | Bundesliga            | 32          | 0           | 5               | 0               | -                 | -                 | 1          | 0          | C1                             | 12                             | 0                              | -                    | -                    | -                        | -                        | 50    | 0     |
| 2015-2016             | Bayern Munich         | Bundesliga            | 34          | 0           | 5               | 0               | -                 | -                 | 1          | 0          | C1                             | 11                             | 0                              | -                    | -                    | -                        | -                        | 51    | 0     |
| 2016-2017             | Bayern Munich         | Bundesliga            | 26          | 0           | 4               | 0               | -                 | -                 | 1          | 0          | C1                             | 9                              | 0                              | -                    | -                    | -                        | -                        | 40    | 0     |
| 2017-2018             | Bayern Munich         | Bundesliga            | 3           | 0           | -               | -               | -                 | -                 | -          | -          | C1                             | 1                              | 0                              | -                    | -                    | -                        | -                        | 4     | 0     |
| 2018-2019             | Bayern Munich         | Bundesliga            | 26          | 0           | 3               | 0               | -                 | -                 | 1          | 0          | C1                             | 8                              | 0                              | -                    | -                    | -                        | -                        | 38    | 0     |
| 2019-2020             | Bayern Munich         | Bundesliga            | 33          | 0           | 6               | 0               | -                 | -                 | 1          | 0          | C1                             | 11                             | 0                              | -                    | -                    | -                        | -                        | 51    | 0     |
| 2020-2021             | Bayern Munich         | Bundesliga            | 33          | 0           | 1               | 0               | -                 | -                 | 1          | 0          | C1                             | 8                              | 0                              | 1                    | 0                    | 2                        | 0                        | 46    | 0     |
| 2021-2022             | Bayern Munich         | Bundesliga            | 28          | 0           | 1               | 0               | -                 | -                 | 1          | 0          | C1                             | 9                              | 0                              | -                    | -                    | -                        | -                        | 39    | 0     |
| 2022-2023             | Bayern Munich         | Bundesliga            | 12          | 0           | -               | -               | -                 | -                 | 1          | 0          | C1                             | 3                              | 0                              | -                    | -                    | -                        | -                        | 16    | 0     |
| 2023-2024             | Bayern Munich         | Bundesliga            | 23          | 0           | 1               | 0               | -                 | -                 | -          | -          | C1                             | 9                              | 0                              | -                    | -                    | -                        | -                        | 33    | 0     |
| 2024-2025             | Bayern Munich         | Bundesliga            | 22          | 0           | 3               | 0               | -                 | -                 | -          | -          | C1                             | 10                             | 0                              | -                    | -                    | 5                        | 0                        | 40    | 0     |
| 2025-2026             | Bayern Munich         | Bundesliga            | -           | -           | -               | -               | -                 | -                 | 1          | 0          | C1                             | -                              | -                              | -                    | -                    | -                        | -                        | 1     | 0     |
| Sous-total            | Sous-total            | Sous-total            | 367         | 0           | 44              | 0               | -                 | -                 | 10         | 0          | -                              | 130                            | 0                              | 2                    | 0                    | 9                        | 0                        | 562   | 0     |
| Total sur la carrière | Total sur la carrière | Total sur la carrière | 523         | 0           | 60              | 0               | 3                 | 0                 | 11         | 0          | -                              | 157                            | 0                              | 2                    | 0                    | 9                        | 0                        | 765   | 0     |

### En sélection nationale
| Saison                | Sélection             | Phases finales        | Phases finales | Phases finales | Éliminatoires | Éliminatoires | Ligue des nations | Ligue des nations | Matchs amicaux | Matchs amicaux | Total | Total |
| Saison                | Sélection             | Compétition           | M              | B              | M             | B             | M                 | B                 | M              | B              | M     | B     |
| --------------------- | --------------------- | --------------------- | -------------- | -------------- | ------------- | ------------- | ----------------- | ----------------- | -------------- | -------------- | ----- | ----- |
| 2008-2009             | Allemagne             | -                     | -              | -              | -             | -             | -                 | -                 | 1              | 0              | 1     | 0     |
| 2009-2010             | Allemagne             | Coupe du monde 2010   | 6              | 0              | -             | -             | -                 | -                 | 4              | 0              | 10    | 0     |
| 2010-2011             | Allemagne             | -                     | -              | -              | 7             | 0             | -                 | -                 | 2              | 0              | 9     | 0     |
| 2011-2012             | Allemagne             | Euro 2012             | 5              | 0              | 3             | 0             | -                 | -                 | 3              | 0              | 11    | 0     |
| 2012-2013             | Allemagne             | -                     | -              | -              | 6             | 0             | -                 | -                 | 1              | 0              | 7     | 0     |
| 2013-2014             | Allemagne             | Coupe du monde 2014   | 7              | 0              | 4             | 0             | -                 | -                 | 3              | 0              | 14    | 0     |
| 2014-2015             | Allemagne             | -                     | -              | -              | 5             | 0             | -                 | -                 | 1              | 0              | 6     | 0     |
| 2015-2016             | Allemagne             | Euro 2016             | 6              | 0              | 4             | 0             | -                 | -                 | 3              | 0              | 13    | 0     |
| 2016-2017             | Allemagne             | -                     | -              | -              | 3             | 0             | -                 | -                 | -              | -              | 3     | 0     |
| 2017-2018             | Allemagne             | Coupe du monde 2018   | 3              | 0              | -             | -             | -                 | -                 | 2              | 0              | 5     | 0     |
| 2018-2019             | Allemagne             | -                     | -              | -              | 3             | 0             | 4                 | 0                 | 2              | 0              | 9     | 0     |
| 2019-2020             | Allemagne             | -                     | -              | -              | 4             | 0             | -                 | -                 | -              | -              | 4     | 0     |
| 2020-2021             | Allemagne             | Euro 2020             | 4              | 0              | 2             | 0             | 4                 | 0                 | 2              | 0              | 12    | 0     |
| 2021-2022             | Allemagne             | -                     | -              | -              | 4             | 0             | 4                 | 0                 | 1              | 0              | 9     | 0     |
| 2022-2023             | Allemagne             | Coupe du monde 2022   | 3              | 0              | -             | -             | -                 | -                 | 1              | 0              | 4     | 0     |
| 2023-2024             | Allemagne             | Euro 2024             | 5              | 0              | -             | -             | -                 | -                 | 2              | 0              | 7     | 0     |
| Total sur la carrière | Total sur la carrière | Total sur la carrière | 39             | 0              | 45            | 0             | 12                | 0                 | 28             | 0              | 124   | 0     |

### Matchs internationaux
| Matchs internationaux de Manuel Neuer | Matchs internationaux de Manuel Neuer | Matchs internationaux de Manuel Neuer                      | Matchs internationaux de Manuel Neuer | Matchs internationaux de Manuel Neuer | Matchs internationaux de Manuel Neuer               | Matchs internationaux de Manuel Neuer                                        | Matchs internationaux de Manuel Neuer | Matchs internationaux de Manuel Neuer |
|                                       | Date                                  | Lieu                                                       | Adversaire                            | Résultat                              | Compétition                                         | Notes                                                                        | But                                   | Passe                                 |
| ------------------------------------- | ------------------------------------- | ---------------------------------------------------------- | ------------------------------------- | ------------------------------------- | --------------------------------------------------- | ---------------------------------------------------------------------------- | ------------------------------------- | ------------------------------------- |
| 1                                     | 2 juin 2009                           | Stade Al-Maktoum, Dubaï, Émirats arabes unis               | Émirats arabes unis                   | 2-7                                   | Match amical                                        | Titulaire.                                                                   |                                       |                                       |
| 2                                     | 18 novembre 2009                      | Veltins-Arena, Gelsenkirchen, Allemagne                    | Côte d'Ivoire                         | 2-2                                   | Match amical                                        | Entrée en jeu à la place de Tim Wiese à la 46e minute.                       |                                       |                                       |
| 3                                     | 13 mai 2010                           | Neuer Tivoli, Aix-la-Chapelle, Allemagne                   | Malte                                 | 3-0                                   | Match amical                                        | Titulaire.                                                                   |                                       |                                       |
| 4                                     | 29 mai 2010                           | Ferenc-Puskás-Stadion, Budapest, Hongrie                   | Hongrie                               | 0-3                                   | Match amical                                        | Titulaire.                                                                   |                                       |                                       |
| 5                                     | 3 juin 2010                           | Commerzbank-Arena, Francfort-sur-le-Main, Allemagne        | Bosnie-Herzégovine                    | 3-1                                   | Match amical                                        | Titulaire.                                                                   |                                       |                                       |
| 6                                     | 13 juin 2010                          | Moses Mabhida Stadium, Durban, Afrique du Sud              | Australie                             | 4-0                                   | Coupe du monde 2010                                 | Titulaire.                                                                   |                                       |                                       |
| 7                                     | 18 juin 2010                          | Nelson Mandela Bay Stadium, Port Elizabeth, Afrique du Sud | Serbie                                | 0-1                                   | Coupe du monde 2010                                 | Titulaire.                                                                   |                                       |                                       |
| 8                                     | 23 juin 2010                          | Soccer City, Johannesbourg, Afrique du Sud                 | Ghana                                 | 1-0                                   | Coupe du monde 2010                                 | Titulaire.                                                                   |                                       |                                       |
| 9                                     | 27 juin 2010                          | Free State Stadium, Bloemfontein, Afrique du Sud           | Angleterre                            | 4-1                                   | Coupe du monde 2010                                 | Titulaire.                                                                   |                                       | 1                                     |
| 10                                    | 3 juillet 2010                        | Cape Town Stadium, Le Cap, Afrique du Sud                  | Argentine                             | 0-4                                   | Coupe du monde 2010                                 | Titulaire.                                                                   |                                       |                                       |
| 11                                    | 7 juillet 2010                        | Moses Mabhida Stadium, Durban, Afrique du Sud              | Espagne                               | 0-1                                   | Coupe du monde 2010                                 | Titulaire.                                                                   |                                       |                                       |
| 12                                    | 3 septembre 2010                      | Stade Roi Baudouin, Bruxelles, Belgique                    | Belgique                              | 0-1                                   | Éliminatoires Euro 2012                             | Titulaire.                                                                   |                                       |                                       |
| 13                                    | 7 septembre 2010                      | RheinEnergieStadion, Cologne, Allemagne                    | Azerbaïdjan                           | 6-1                                   | Éliminatoires Euro 2012                             | Titulaire.                                                                   |                                       |                                       |
| 14                                    | 8 octobre 2010                        | Olympiastadion, Berlin, Allemagne                          | Turquie                               | 3-0                                   | Éliminatoires Euro 2012                             | Titulaire.                                                                   |                                       |                                       |
| 15                                    | 12 octobre 2010                       | Astana Arena, Astana, Kazakhstan                           | Kazakhstan                            | 0-3                                   | Éliminatoires Euro 2012                             | Titulaire.                                                                   |                                       |                                       |
| 16                                    | 9 février 2011                        | Signal Iduna Park, Dortmund, Allemagne                     | Italie                                | 1-1                                   | Match amical                                        | Titulaire.                                                                   |                                       |                                       |
| 17                                    | 26 mars 2011                          | Fritz-Walter-Stadion, Kaiserslautern, Allemagne            | Kazakhstan                            | 4-0                                   | Éliminatoires Euro 2012                             | Titulaire.                                                                   |                                       |                                       |
| 18                                    | 29 mai 2011                           | Rhein-Neckar-Arena, Sinsheim, Allemagne                    | Uruguay                               | 2-1                                   | Match amical                                        | Titulaire.                                                                   |                                       |                                       |
| 19                                    | 3 juin 2011                           | Stade Ernst-Happel, Vienne, Autriche                       | Autriche                              | 1-2                                   | Éliminatoires Euro 2012                             | Titulaire.                                                                   |                                       |                                       |
| 20                                    | 7 juin 2011                           | Stade Tofiq-Béhramov, Bakou, Azerbaïdjan                   | Azerbaïdjan                           | 1-3                                   | Éliminatoires Euro 2012                             | Titulaire.                                                                   |                                       |                                       |
| 21                                    | 10 août 2011                          | Mercedes-Benz Arena, Stuttgart, Allemagne                  | Brésil                                | 3-2                                   | Match amical                                        | Titulaire.                                                                   |                                       |                                       |
| 22                                    | 2 septembre 2011                      | Veltins-Arena, Gelsenkirchen, Allemagne                    | Autriche                              | 6-2                                   | Éliminatoires Euro 2012                             | Titulaire.                                                                   |                                       |                                       |
| 23                                    | 7 octobre 2011                        | Türk Telekom Arena, Istanbul, Turquie                      | Turquie                               | 1-3                                   | Éliminatoires Euro 2012                             | Titulaire.                                                                   |                                       |                                       |
| 24                                    | 11 octobre 2011                       | Merkur Spiel-Arena, Düsseldorf, Allemagne                  | Belgique                              | 3-1                                   | Éliminatoires Euro 2012                             | Titulaire.                                                                   |                                       |                                       |
| 25                                    | 15 novembre 2011                      | Volksparkstadion, Hambourg, Allemagne                      | Pays-Bas                              | 3-0                                   | Match amical                                        | Titulaire.                                                                   |                                       |                                       |
| 26                                    | 31 mai 2012                           | Zentralstadion, Leipzig, Allemagne                         | Israël                                | 2-0                                   | Match amical                                        | Titulaire.                                                                   |                                       |                                       |
| 27                                    | 9 juin 2012                           | Arena Lviv, Lviv, Ukraine                                  | Portugal                              | 1-0                                   | Euro 2012                                           | Titulaire.                                                                   |                                       |                                       |
| 28                                    | 13 juin 2012                          | Stade Metalist, Kharkiv, Ukraine                           | Pays-Bas                              | 1-2                                   | Euro 2012                                           | Titulaire.                                                                   |                                       |                                       |
| 29                                    | 17 juin 2012                          | Arena Lviv, Lviv, Ukraine                                  | Danemark                              | 1-2                                   | Euro 2012                                           | Titulaire.                                                                   |                                       |                                       |
| 30                                    | 22 juin 2012                          | Stade Energa, Gdańsk, Pologne                              | Grèce                                 | 4-2                                   | Euro 2012                                           | Titulaire.                                                                   |                                       |                                       |
| 31                                    | 28 juin 2012                          | Stade national de Varsovie, Varsovie, Pologne              | Italie                                | 1-2                                   | Euro 2012                                           | Titulaire.                                                                   |                                       |                                       |
| 32                                    | 7 septembre 2012                      | HDI-Arena, Hanovre, Allemagne                              | Îles Féroé                            | 3-0                                   | Éliminatoires de la Coupe du monde 2014             | Titulaire                                                                    |                                       |                                       |
| 33                                    | 11 septembre 2012                     | Stade Ernst-Happel, Vienne, Autriche                       | Autriche                              | 1-2                                   | Éliminatoires de la Coupe du monde 2014             | Titulaire                                                                    |                                       |                                       |
| 34                                    | 12 octobre 2012                       | Aviva Stadium, Dublin, Irlande                             | Irlande                               | 1-6                                   | Éliminatoires de la Coupe du monde 2014             | Titulaire                                                                    |                                       |                                       |
| 35                                    | 16 octobre 2012                       | Olympiastadion, Berlin, Allemagne                          | Suède                                 | 4-4                                   | Éliminatoires de la Coupe du monde 2014             | Titulaire                                                                    |                                       |                                       |
| 36                                    | 14 novembre 2012                      | Johan Cruyff Arena, Amsterdam, Pays-Bas                    | Pays-Bas                              | 0-0                                   | Match amical                                        | Titulaire                                                                    |                                       |                                       |
| 37                                    | 22 mars 2013                          | Astana Arena, Astana, Kazakhstan                           | Kazakhstan                            | 0-3                                   | Éliminatoires de la Coupe du monde 2014             | Titulaire                                                                    |                                       |                                       |
| 38                                    | 26 mars 2013                          | Max-Morlock-Stadion, Nuremberg, Allemagne                  | Kazakhstan                            | 4-1                                   | Éliminatoires de la Coupe du monde 2014             | Titulaire                                                                    |                                       |                                       |
| 39                                    | 14 août 2013                          | Fritz-Walter-Stadion, Kaiserslautern, Allemagne            | Paraguay                              | 3-3                                   | Match amical                                        | Titulaire                                                                    |                                       |                                       |
| 40                                    | 6 septembre 2013                      | Allianz Arena, Munich, Allemagne                           | Autriche                              | 3-0                                   | Éliminatoires de la Coupe du monde 2014             | Titulaire                                                                    |                                       |                                       |
| 41                                    | 10 septembre 2013                     | HB Tórshavn, Tórshavn, Îles Féroé                          | Îles Féroé                            | 0-3                                   | Éliminatoires de la Coupe du monde 2014             | Titulaire                                                                    |                                       |                                       |
| 42                                    | 11 octobre 2013                       | RheinEnergieStadion, Cologne, Allemagne                    | Irlande                               | 3-0                                   | Éliminatoires de la Coupe du monde 2014             | Titulaire                                                                    |                                       |                                       |
| 43                                    | 15 octobre 2013                       | Friends Arena, Solna, Suède                                | Suède                                 | 3-5                                   | Éliminatoires de la Coupe du monde 2014             | Titulaire                                                                    |                                       |                                       |
| 44                                    | 15 novembre 2013                      | Stade San Siro, Milan, Italie                              | Italie                                | 1-1                                   | Match amical                                        | Titulaire                                                                    |                                       |                                       |
| 45                                    | 5 mars 2014                           | Mercedes-Benz Arena, Stuttgart, Allemagne                  | Chili                                 | 1-0                                   | Match amical                                        | Titulaire                                                                    |                                       |                                       |
| 46                                    | 16 juin 2014                          | Itaipava Arena Fonte Nova, Salvador de bahia, Brésil       | Portugal                              | 4-0                                   | Coupe du monde 2014                                 | Titulaire                                                                    |                                       |                                       |
| 47                                    | 21 juin 2014                          | Stade Governador-Plácido-Castelo, Fortaleza, Brésil        | Ghana                                 | 2-2                                   | Coupe du monde 2014                                 | Titulaire                                                                    |                                       |                                       |
| 48                                    | 26 juin 2014                          | Itaipava Arena Pernambuco, Recife, Brésil                  | États-Unis                            | 1-0                                   | Coupe du monde 2014                                 | Titulaire                                                                    |                                       |                                       |
| 49                                    | 30 juin 2014                          | Stade José-Pinheiro-Borda, Porto Alegre, Brésil            | Algérie                               | 2-1                                   | Coupe du monde 2014                                 | Titulaire                                                                    |                                       |                                       |
| 50                                    | 4 juillet 2014                        | Stade Maracanã, Rio de Janeiro, Brésil                     | France                                | 1-0                                   | Coupe du monde 2014                                 | Titulaire                                                                    |                                       |                                       |
| 51                                    | 8 juillet 2014                        | Mineirão, Belo Horizonte, Brésil                           | Brésil                                | 1-7                                   | Coupe du monde 2014                                 | Titulaire                                                                    |                                       |                                       |
| 52                                    | 13 juillet 2014                       | Stade Maracanã, Rio de Janeiro, Brésil                     | Argentine                             | 1-0                                   | Coupe du monde 2014                                 | Titulaire                                                                    |                                       |                                       |
| 53                                    | 3 septembre 2014                      | Merkur Spiel-Arena, Düsseldorf, Allemagne                  | Argentine                             | 2-4                                   | Match amical                                        | Titulaire, capitaine et remplacé par Roman Weidenfeller à la 46éme minute    |                                       |                                       |
| 54                                    | 7 septembre 2014                      | Signal Iduna Park, Dortmund, Allemagne                     | Écosse                                | 2-1                                   | Éliminatoires Euro 2016                             | Titulaire et capitaine                                                       |                                       |                                       |
| 55                                    | 10 octobre 2014                       | Stade national de Varsovie, Varsovie, Pologne              | Pologne                               | 2-0                                   | Éliminatoires Euro 2016                             | Titulaire et capitaine                                                       |                                       |                                       |
| 56                                    | 14 octobre 2014                       | Veltins-Arena, Gelsenkirchen, Allemagne                    | Irlande                               | 1-1                                   | Éliminatoires Euro 2016                             | Titulaire et capitaine                                                       |                                       |                                       |
| 57                                    | 14 novembre 2014                      | Max-Morlock-Stadion, Nuremberg, Allemagne                  | Gibraltar                             | 4-0                                   | Éliminatoires Euro 2016                             | Titulaire et capitaine                                                       |                                       |                                       |
| 58                                    | 29 mars 2015                          | Stade Boris-Paichadze, Tbilissi, Géorgie                   | Géorgie                               | 0-2                                   | Éliminatoires Euro 2016                             | Titulaire                                                                    |                                       |                                       |
| 59                                    | 4 septembre 2015                      | Commerzbank-Arena, Francfort-sur-le-Main, Allemagne        | Pologne                               | 3-1                                   | Éliminatoires Euro 2016                             | Titulaire                                                                    |                                       |                                       |
| 60                                    | 7 septembre 2015                      | Hampden Park, Glasgow, Écosse                              | Écosse                                | 2-3                                   | Éliminatoires Euro 2016                             | Titulaire                                                                    |                                       |                                       |
| 61                                    | 8 octobre 2015                        | Aviva Stadium, Dublin, Irlande                             | Irlande                               | 1-0                                   | Éliminatoires Euro 2016                             | Titulaire et capitaine                                                       |                                       |                                       |
| 62                                    | 11 octobre 2015                       | Red Bull Arena, Leipzig, Allemagne                         | Géorgie                               | 2-1                                   | Éliminatoires Euro 2016                             | Titulaire et capitaine                                                       |                                       |                                       |
| 63                                    | 13 novembre 2015                      | Stade de France, Saint-Denis, France                       | France                                | 2-0                                   | Match amical                                        | Titulaire                                                                    |                                       |                                       |
| 64                                    | 26 mars 2016                          | Olympiastadion, Berlin, Allemagne                          | Angleterre                            | 2-3                                   | Match amical                                        | Titulaire                                                                    |                                       |                                       |
| 65                                    | 4 juin 2016                           | Veltins-Arena, Gelsenkirchen, Allemagne                    | Hongrie                               | 2-0                                   | Match amical                                        | Titulaire et capitaine                                                       |                                       |                                       |
| 66                                    | 12 juin 2016                          | Stade Pierre-Mauroy, Villeneuve-d'Ascq, France             | Ukraine                               | 2-0                                   | Euro 2016                                           | Titulaire et capitaine                                                       |                                       |                                       |
| 67                                    | 16 juin 2016                          | Stade de France, Saint-Denis, France                       | Pologne                               | 0-0                                   | Euro 2016                                           | Titulaire et capitaine                                                       |                                       |                                       |
| 68                                    | 21 juin 2016                          | Parc des Princes, Paris, France                            | Irlande du Nord                       | 1-0                                   | Euro 2016                                           | Titulaire et capitaine                                                       |                                       |                                       |
| 69                                    | 26 juin 2016                          | Stade Pierre-Mauroy, Villeneuve-d'Ascq, France             | Slovaquie                             | 3-0                                   | Euro 2016                                           | Titulaire et capitaine                                                       |                                       |                                       |
| 70                                    | 2 juillet 2016                        | Matmut Atlantique, Bordeaux, France                        | Italie                                | 1-1                                   | Euro 2016                                           | Titulaire et capitaine                                                       |                                       |                                       |
| 71                                    | 7 juillet 2016                        | Stade Vélodrome, Marseille, France                         | France                                | 2-0                                   | Euro 2016                                           | Titulaire                                                                    |                                       |                                       |
| 72                                    | 4 septembre 2016                      | Ullevaal Stadion, Oslo, Norvège                            | Norvège                               | 0-3                                   | Éliminatoires de la Coupe du monde 2018             | Titulaire et capitaine                                                       |                                       |                                       |
| 73                                    | 8 octobre 2016                        | Volksparkstadion, Hambourg, Allemagne                      | République tchèque                    | 3-0                                   | Éliminatoires de la Coupe du monde 2018             | Titulaire et capitaine                                                       |                                       |                                       |
| 74                                    | 11 octobre 2016                       | HDI-Arena, Hanovre, Allemagne                              | Irlande du Nord                       | 2-0                                   | Éliminatoires de la Coupe du monde 2018             | Titulaire et capitaine                                                       |                                       |                                       |
| 75                                    | 2 juin 2018                           | Wörthersee Stadion, Klagenfurt, Autriche                   | Autriche                              | 2-1                                   | Match amical                                        | Titulaire et capitaine                                                       |                                       |                                       |
| 76                                    | 8 juin 2018                           | BayArena, Leverkusen, Allemagne                            | Arabie saoudite                       | 2-1                                   | Match amical                                        | Titulaire, capitaine et remplacé par Marc-André ter Stegen à la 46éme minute |                                       |                                       |
| 77                                    | 17 juin 2018                          | Stade Loujniki, Moscou, Russie                             | Mexique                               | 1-0                                   | Coupe du monde 2018                                 | Titulaire et capitaine                                                       |                                       |                                       |
| 78                                    | 23 juin 2018                          | Stade olympique Ficht, Sotchi, Russie                      | Suède                                 | 2-1                                   | Coupe du monde 2018                                 | Titulaire et capitaine                                                       |                                       |                                       |
| 79                                    | 27 juin 2018                          | Kazan Arena, Kazan, Russie                                 | Corée du Sud                          | 2-0                                   | Coupe du monde 2018                                 | Titulaire et capitaine                                                       |                                       |                                       |
| 80                                    | 6 septembre 2018                      | Allianz Arena, Munich, Allemagne                           | France                                | 0-0                                   | Ligue des nations 2018-2019                         | Titulaire et capitaine                                                       |                                       |                                       |
| 81                                    | 13 octobre 2018                       | Johan Cruyff Arena, Amsterdam, Pays-Bas                    | Pays-Bas                              | 3-0                                   | Ligue des nations 2018-2019                         | Titulaire et capitaine                                                       |                                       |                                       |
| 82                                    | 16 octobre 2018                       | Stade de France, Saint-Denis, France                       | France                                | 2-1                                   | Ligue des nations 2018-2019                         | Titulaire et capitaine                                                       |                                       |                                       |
| 83                                    | 15 novembre 2018                      | Red Bull Arena, Leipzig, Allemagne                         | Russie                                | 3-0                                   | Match amical                                        | Titulaire et capitaine                                                       |                                       |                                       |
| 84                                    | 19 novembre 2018                      | Veltins-Arena, Gelsenkirchen, Allemagne                    | Pays-Bas                              | 2-2                                   | Ligue des nations 2018-2019                         | Titulaire et capitaine                                                       |                                       |                                       |
| 85                                    | 20 mars 2019                          | Volkswagen-Arena, Wolfsburg, Allemagne                     | Serbie                                | 1-1                                   | Match amical                                        | Titulaire, capitaine et remplacé par Marc-André ter Stegen à la 46éme minute |                                       |                                       |
| 86                                    | 24 mars 2019                          | Johan Cruyff Arena, Amsterdam, Pays-Bas                    | Pays-Bas                              | 2-3                                   | Éliminatoires Euro 2020                             | Titulaire et capitaine                                                       |                                       |                                       |
| 87                                    | 8 juin 2019                           | Borisov Arena, Borissov, Biélorussie                       | Biélorussie                           | 0-2                                   | Éliminatoires Euro 2020                             | Titulaire et capitaine                                                       |                                       |                                       |
| 88                                    | 11 juin 2019                          | Opel Arena, Mayence, Allemagne                             | Estonie                               | 8-0                                   | Éliminatoires Euro 2020                             | Titulaire et capitaine                                                       |                                       |                                       |
| 89                                    | 6 septembre 2019                      | Volksparkstadion, Hambourg, Allemagne                      | Pays-Bas                              | 2-4                                   | Éliminatoires Euro 2020                             | Titulaire et capitaine                                                       |                                       |                                       |
| 90                                    | 9 septembre 2019                      | Windsor Park, Belfast, Irlande du Nord                     | Irlande du Nord                       | 0-2                                   | Éliminatoires Euro 2020                             | Titulaire et capitaine                                                       |                                       |                                       |
| 91                                    | 13 octobre 2019                       | A. Le Coq Arena, Tallinn, Estonie                          | Estonie                               | 0-3                                   | Éliminatoires Euro 2020                             | Titulaire et capitaine                                                       |                                       |                                       |
| 92                                    | 16 novembre 2019                      | Borussia-Park, Mönchengladbach, Allemagne                  | Biélorussie                           | 4-0                                   | Éliminatoires Euro 2020                             | Titulaire et capitaine                                                       |                                       |                                       |
| 93                                    | 10 octobre 2020                       | Stade olympique , Kiev, Ukraine                            | Ukraine                               | 1-2                                   | Ligue des nations 2020-2021                         | Titulaire et capitaine                                                       |                                       |                                       |
| 94                                    | 13 octobre 2020                       | RheinEnergieStadion, Cologne, Allemagne                    | Suisse                                | 3-3                                   | Ligue des nations 2020-2021                         | Titulaire et capitaine                                                       |                                       |                                       |
| 95                                    | 14 novembre 2020                      | Red Bull Arena, Leipzig, Allemagne                         | Ukraine                               | 3-1                                   | Ligue des nations 2020-2021                         | Titulaire et capitaine                                                       |                                       |                                       |
| 96                                    | 17 novembre 2020                      | Stade olympique de Séville, Séville, Espagne               | Espagne                               | 0-6                                   | Ligue des nations 2020-2021                         | Titulaire et capitaine                                                       |                                       |                                       |
| 97                                    | 25 mars 2021                          | Schauinsland-Reisen-Arena, Duisbourg, Allemagne            | Islande                               | 3-0                                   | Éliminatoires de la Coupe du monde de football 2022 | Titulaire et capitaine                                                       |                                       |                                       |
| 98                                    | 28 mars 2021                          | Arena Națională, Bucarest, Roumanie                        | Roumanie                              | 0-1                                   | Éliminatoires de la Coupe du monde de football 2022 | Titulaire et capitaine                                                       |                                       |                                       |
| 99                                    | 2 juin 2021                           | Tivoli Stadion Tirol, Innsburck, Autriche                  | Danemark                              | 1-1                                   | match amical                                        | Titulaire et capitaine                                                       |                                       |                                       |
| 100                                   | 7 juin 2021                           | Merkur Spiel-Arena, Düsseldorf, Allemagne                  | Lettonie                              | 7-1                                   | match amical                                        | Titulaire et capitaine                                                       |                                       |                                       |
| 101                                   | 15 juin 2021                          | Allianz Arena, Munich, Allemagne                           | France                                | 0-1                                   | Euro 2020                                           | Titulaire et capitaine                                                       |                                       |                                       |
| 102                                   | 19 juin 2021                          | Allianz Arena, Munich, Allemagne                           | Portugal                              | 4-2                                   | Euro 2020                                           | Titulaire et capitaine                                                       |                                       |                                       |
| 103                                   | 23 juin 2021                          | Allianz Arena, Munich, Allemagne                           | Hongrie                               | 2-2                                   | Euro 2020                                           | Titulaire et capitaine                                                       |                                       |                                       |
| 104                                   | 29 juin 2021                          | Stade de Wembley, Londres, Angleterre                      | Angleterre                            | 0-2                                   | Euro 2020                                           | Titulaire et capitaine                                                       |                                       |                                       |
| 105                                   | 5 septembre 2021                      | Mercedes-Benz Arena, Stuttgart, Allemagne                  | Arménie                               | 6-0                                   | Éliminatoires de la Coupe du monde de football 2022 | Titulaire et capitaine                                                       |                                       |                                       |
| 106                                   | 8 septembre 2021                      | Laugardalsvöllur, Reykjavik, Islande                       | Islande                               | 0-4                                   | Éliminatoires de la Coupe du monde de football 2022 | Titulaire et capitaine                                                       |                                       |                                       |
| 107                                   | 11 octobre 2021                       | Stade national Toše-Proeski, Skopje, Macédoine du Nord     | Macédoine du Nord                     | 0-4                                   | Éliminatoires de la Coupe du monde de football 2022 | Titulaire et capitaine                                                       |                                       |                                       |
| 108                                   | 11 novembre 2021                      | Volkswagen-Arena, Wolfsburg, Allemagne                     | Liechtenstein                         | 9-0                                   | Éliminatoires de la Coupe du monde de football 2022 | Titulaire et capitaine                                                       |                                       |                                       |
| 109                                   | 29 mars 2022                          | Johan Cruyff Arena, Amsterdam, Pays-Bas                    | Pays-Bas                              | 1-1                                   | match amical                                        | Titulaire et capitaine                                                       |                                       |                                       |
| 110                                   | 4 juin 2022                           | Stadio Renato Dall'Ara, Bologne                            | Italie                                | 1-1                                   | Ligue des nations 2022-2023                         | Titulaire et capitaine                                                       |                                       |                                       |
| 111                                   | 7 juin 2022                           | Allianz Arena, Munich, Allemagne                           | Angleterre                            | 1-1                                   | Ligue des nations 2022-2023                         | Titulaire et capitaine                                                       |                                       |                                       |
| 112                                   | 11 juin 2022                          | Puskás Aréna, Budapest, Hongrie                            | Hongrie                               | 1-1                                   | Ligue des nations 2022-2023                         | Titulaire et capitaine                                                       |                                       |                                       |
| 113                                   | 14 juin 2022                          | Borussia-Park, Mönchengladbach, Allemagne                  | Italie                                | 5-2                                   | Ligue des nations 2022-2023                         | Titulaire et capitaine                                                       |                                       |                                       |
| 114                                   | 16 novembre 2022                      | Sultan Qaboos Sports Complex, Mascate, Oman                | Oman                                  | 0-1                                   | match amical                                        | Titulaire et capitaine                                                       |                                       |                                       |
| 115                                   | 23 novembre 2022                      | Stade international de Khalifa, Doha, Qatar                | Japon                                 | 1-2                                   | Coupe du monde 2022                                 | Titulaire et capitaine                                                       |                                       |                                       |
| 116                                   | 27 novembre 2022                      | Stade Al-Bayt, Al-Khor, Qatar                              | Espagne                               | 1-1                                   | Coupe du monde 2022                                 | Titulaire et capitaine                                                       |                                       |                                       |
| 117                                   | 1 décembre 2022                       | Stade Al-Bayt, Al-Khor, Qatar                              | Costa Rica                            | 2-4                                   | Coupe du monde 2022                                 | Titulaire et capitaine                                                       |                                       |                                       |
| Total                                 | 117                                   |                                                            |                                       |                                       |                                                     |                                                                              | 0                                     | 1                                     |

## Palmarès
| Schalke 04 (1) | Bayern Munich (29) | Allemagne (2) |
| --- | --- | --- |
| - Championnat d'Allemagne - Vice-champion : 2007 et 2010 - Coupe d'Allemagne (1) - Vainqueur : 2011 - Coupe de la Ligue - Finaliste : 2007 - Supercoupe d'Allemagne - Finaliste : 2010 | - Coupe du monde des clubs (2) - Vainqueur : 2013 et 2020 - Ligue des champions (2) - Vainqueur : 2013 et 2020 - Finaliste : 2012 - Supercoupe de l'UEFA (2) - Vainqueur : 2013 et 2020 - Championnat d'Allemagne (12) - Champion : 2013, 2014, 2015, 2016, 2017, 2018, 2019, 2020, 2021, 2022, 2023 et 2025 - Vice-champion : 2012 - Coupe d'Allemagne (5) - Vainqueur : 2013, 2014, 2016, 2019 et 2020 - Finaliste : 2012 et 2018 - Supercoupe d'Allemagne (7) - Vainqueur : 2012, 2016, 2018, 2020,2021, 2022 et 2025 - Finaliste : 2014, 2015 et 2019 | - Coupe du monde (1) - Vainqueur : 2014 - Troisième : 2010 - Euro - Demi-finaliste : 2012 et 2016 - Euro espoirs (1) - Vainqueur : 2009 |

### Récompenses individuelles
- Élu 3e au Ballon d'Or en 2014
- Élu 2e au Prix UEFA du Meilleur joueur d'Europe en 2014
- Élu 3e au  Prix UEFA du Meilleur joueur d'Europe en 2020
- Élu sportif allemand de l'année en 2010
- Élu gardien de l'année 2011 par le journal L'Équipe
- Élu meilleur gardien du championnat d'Allemagne en 2007
- Élu meilleur gardien du Championnat d'Europe Espoirs en 2009
- Élu meilleur gardien de l'année par l'IFFHS en 2013[24], 2014, 2015, 2016 et 2020
- Élu meilleur gardien de l'année The Best FIFA Football Awards en 2020
- Élu Gant d'Or de la Coupe du Monde en 2014 décerné par la FIFA
- Élu meilleur gardien de l'année par l'UEFA en 2013, 2014 et 2020
- Membre de l'équipe-type de l'année UEFA en 2013, 2014, 2015 et 2020
- Membre de l'équipe-type du Championnat d'Europe des Nations en 2012
- Membre de l'équipe-type de la Coupe du Monde en 2014
- Membre de l'équipe-type de FIFA/FIFPro World XI en 2013, 2014, 2015 et 2016
- Membre de l'équipe-type de la Ligue des Champions en 2014, 2016 et 2020
- Homme du match de la Finale de la Ligue des champions de l'UEFA 2019-2020
- Reçoit la médaille d'Argent Fritz Walter en 2005
- Gardien le plus capé de l'Équipe d'Allemagne
- Record de "clean sheets" (197e match sans encaisser de but) en Bundesliga en 2021[82]

## Décoration
- Ordre bavarois du Mérite (2021)[83]

## Vie privée
De 2009 à 2014 Manuel Neuer a été en couple avec une coiffeuse nommée Kathrin Gilch, rencontrée à Mykonos, ils se séparent en octobre 2014.
En janvier 2015, les tabloïds lui prêtent une relation avec Nina Weiss, une étudiante en économie qu'il épouse le 21 mai 2017 à Tannheim en Autriche. Il célèbre une cérémonie religieuse, le 10 juin 2017 à Monopoli en Italie. Le 19 janvier 2020, leur séparation est confirmée ainsi que leur divorce.
Depuis le 7 mai 2020, il est en couple avec Anika Bissell, handballeuse allemande de 14 ans sa cadette. Il épouse sa compagne le 26 décembre 2023 et il est aussi annoncé qu'ils attendent leur premier enfant, la naissance est prévu au printemps. Ils deviennent parents d'un garçon prénommé Luca, le 14 mars 2024.
Il est le frère de l'arbitre Marcel Neuer.
En novembre 2022, il déclare avoir été atteint d'un cancer de la peau et avoir été opéré trois fois pour soigner la maladie.

## Engagements
Manuel Neuer est catholique pratiquant, ce qui le pousse à lutter contre la pauvreté dans sa ville natale à Gelsenkirchen, ville avec un taux de pauvreté très élevé. Il participe à l'engagement social en créant la Manuel Neuer Kids Foundation qui finance des voyages scolaires dans les écoles, créer des activités pour les enfants pauvres et les approvisionne en équipement sportif.
Durant les marches de l'Euro 2020 il arbore un brassard LGBT en protestation contre les lois anti LGBT récemment adoptées en Hongrie ce qui provoque le déclenchement d'une enquête de l'UEFA, abandonnée par la suite,,, l'UEFA statuant que ce signe est un symbole de diversité.

## Popularité
Révolutionnant à sa manière le poste de gardien de but, il est devenu l'un des premiers portiers à participer directement au jeu de son équipe, se trouvant très haut sur le terrain, dans la position d'un libero quand ses coéquipiers ont le ballon dans les pieds. Des performances qui ont fait de lui le meilleur du monde à son poste.
Joueur grand, énorme, athlétique et solide, il a été félicité par beaucoup pour sa vitesse, sa force, sa constance et son état d'esprit unique, tout comme pour avoir su s'adapter à certaines circonstances aléatoires sur le terrain.
Il est également cité dans des chansons. Le rappeur français d'origine allemande SCH  réalise un morceau nommé Neuer. Kalash Criminel le cite dans la chanson Sale sonorité. Le rappeur allemand Kay One le cite dans sa chanson Louis Louis.

## Filmographie
- 2013 : Monstres Academy de Dan Scanlon : Frank McCray (voix allemande)[102]
- 2018 : Les Tuche 3 d'Olivier Baroux : lui-même
- 2020 : Schweinsteiger Memories: Von Anfang bis Legende de Robert Bohrer: lui-même[103]